# The Wrong Man (película de 1956)
The Wrong Man (en Hispanoamérica, El hombre equivocado; en España, Falso culpable) es una película de 1956 dirigida por Sir Alfred Hitchcock y con Henry Fonda y Vera Miles como actores principales. 
La película trata una historia real ocurrida en 1953 — la de un hombre acusado de un crimen que no había cometido, pero todo parecía indicar que era culpable — y se basa en el libro La verdadera historia de Christopher Emmanuel Balestrero (The True Story of Christopher Emmanuel Balestrero), escrito por Maxwell Anderson, y en el artículo de Herbert Brean A Case of Identity, publicado el 29 de junio de 1953 en la revista Life.
La idea de esta película rondaba la mente de Hitchcock desde hacía tiempo, aunque diversas circunstancias habían hecho aplazar el rodaje.

## Argumento
Manny Balestrero (Henry Fonda), músico que trabaja en el club Stork, de Nueva York, es un hombre honrado, felizmente casado y con ciertos apuros económicos. Cuando su mujer necesita dinero para un tratamiento dental, Manny acude a una compañía de seguros a solicitar un préstamo sobre su póliza. Los empleados de la oficina lo confunden con el hombre que robó en la misma oficina unas semanas antes y llaman a la policía. La película cuenta la verdadera historia de lo que sucedió a Manny y a su familia.

## Anécdotas
- Los cameos de Alfred Hitchcock son una constante en la mayoría de sus películas. En The Wrong Man puede ser visto, al principio de la película, en una silueta de pie de una calle oscura cuando se advierte al público que la película es una historia real.
- Un cartel de la película puede ser visto en una pared en la casa de Robert Graysmith, interpretado por Jake Gyllenhaal en la película de David Fincher de 2007 Zodiac.
- Las escenas de la prisión fueron filmadas en una cárcel real. Cuando Manny (Henry Fonda) es llevado a su celda, uno de los reclusos auténticos grita: «¿Por qué te han apresado, Henry?».

## Reparto
- Henry Fonda: Christopher Emmanuel "Manny" Balestrero.
- Vera Miles: Rose Balestrero.
- Anthony Quayle: Frank O'Connor.
- Harold J. Stone: Teniente Bowers.
- Nehemiah Persoff: Gene Conforti.